# Ripley (Virginie-Occidentale)
Pour les articles homonymes, voir Ripley.
La ville de Ripley est le siège du comté de Jackson, situé dans l’État de Virginie-Occidentale, aux États-Unis. Sa population s’élevait à 3 252 habitants lors du recensement de 2010, estimée à 3 185 habitants en 2018.

## Histoire
La ville a été nommée par Jacob Starcher, l'un de ses fondateurs, en hommage au prêtre Harry Ripley, qui s'est noyé en 1830 dans la Big Mill Creek.
La dernière exécution publique dans l’histoire de l’État a eu lieu à Ripley en 1897 quand John Morgan a été pendu pour meurtre. La législature de la Virginie-Occidentale a interdit les exécutions publiques peu après.